# Karjoch
Das Karjoch ist ein auf 2305 m ü. A. gelegener alpiner Übergang in den Allgäuer Alpen in Tirol.
Der Sattel liegt zwischen der 2533 m hohen Ramstallspitze im Norden und dem 2388 m hohen Strahlkopf im Süden. Er wird von einem markierten Wanderweg überquert. Alpinistische Bedeutung hat er für den Zustieg zum Südrücken der Ramstallspitze und zum Nordanstieg des Strahlkopfs, vor allem aber für den Weg von Elbigenalp zur Kemptner Hütte (1844 m). Eine Alternative zum Karjoch ist hierbei der südlich des Strahlkopfs gelegene 2277 m hohe Gumpensattel, eine weitere die nordöstlich gelegene Krottenkopfscharte (2350 m).